# Non dirmi addio
Non dirmi addio (Sentimental Journey) è un film del 1946 diretto da Walter Lang.
È un film drammatico statunitense con John Payne e Maureen O'Hara.
È basato sul racconto del 1944 The Little Horse di Nelia Gardener White pubblicato sulla rivista Good Housekeeping. Il titolo deriva dalla popolare canzone del 1944 Sentimental Journey. Ne sono stati fatti due remake: Dono d'amore (1958) e Sentimental Journey (1984), un film per la televisione.

## Produzione
Il film, diretto da Walter Lang su una sceneggiatura di Samuel Hoffenstein e Elizabeth Reinhardt con il soggetto di Nelia Gardner White (autrice del racconto), fu prodotto da Walter Morosco per la Twentieth Century Fox e girato a Laguna Beach, California, dal 27 agosto all' ottobre 1945. Il titolo di lavorazione fu The Little Horse.

## Colonna sonora
- Sentimental Journey - scritta da Bud Green, Les Brown e Ben Homer
- Nocturne, Op. 27, No. 2 in D flat major - musica di Frédéric Chopin

## Distribuzione
Il film fu distribuito con il titolo Sentimental Journey negli Stati Uniti nel marzo 1946 (première a New York il 6 marzo 1946) al cinema dalla Twentieth Century Fox.
Altre distribuzioni:
- in Portogallo il 7 aprile 1947 (Conflito Sentimental)
- in Svezia il 28 aprile 1947 (Kärlekens serenad)
- in Francia il 6 giugno 1947 (Voyage sentimental)
- in Finlandia il 22 agosto 1947 (Romanttinen matka)
- in Giappone il 16 marzo 1948
- in Brasile (Conflito Sentimental)
- in Spagna (Conflicto sentimental)
- in Belgio (Sentimentele reis, in TV)
- in Grecia (To taxeidi tou ponou)
- in Italia (Non dirmi addio)

## Critica
Il Morandini lo definisce "l'Everest degli strappalacrime". Secondo Leonard Maltin il film è una "lacrimevole vicenda" piena di colpi bassi.